# کهو سیلوانیه
شهر کهو سیلوانیه (به رومانیایی: Cehu Silvaniei) در شهرستان سلژ در کشور رومانی واقع شده‌است. جمعیت این شهر ۸٬۴۶۸ نفر  است.